# Bom Jardim LUZ MG

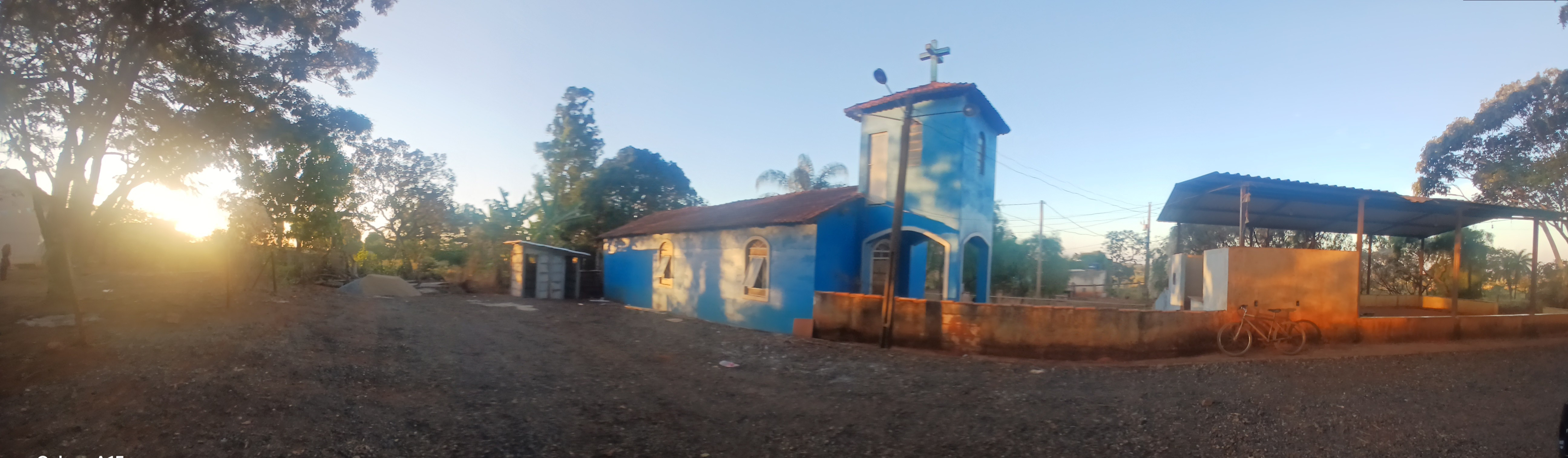
Igreja onde acontece missas

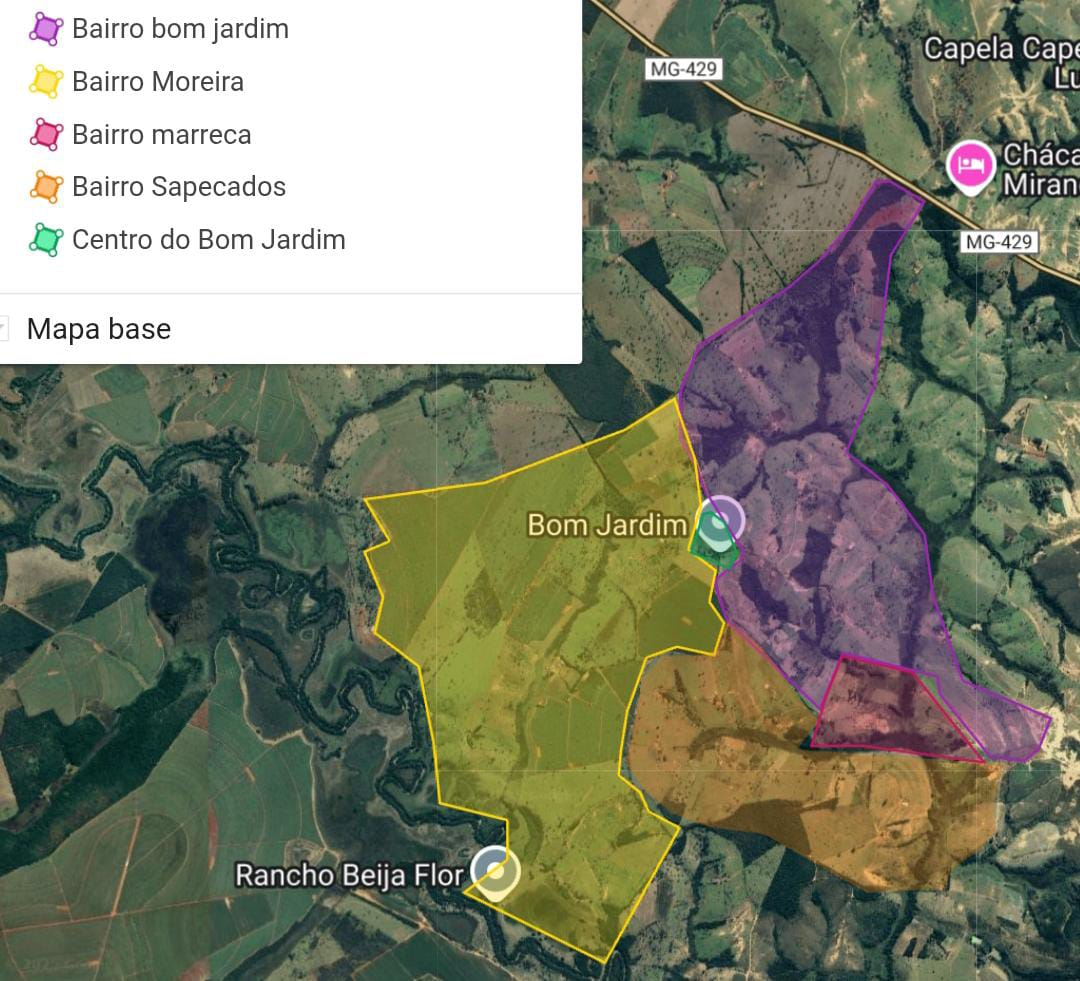
Bairros do povoado

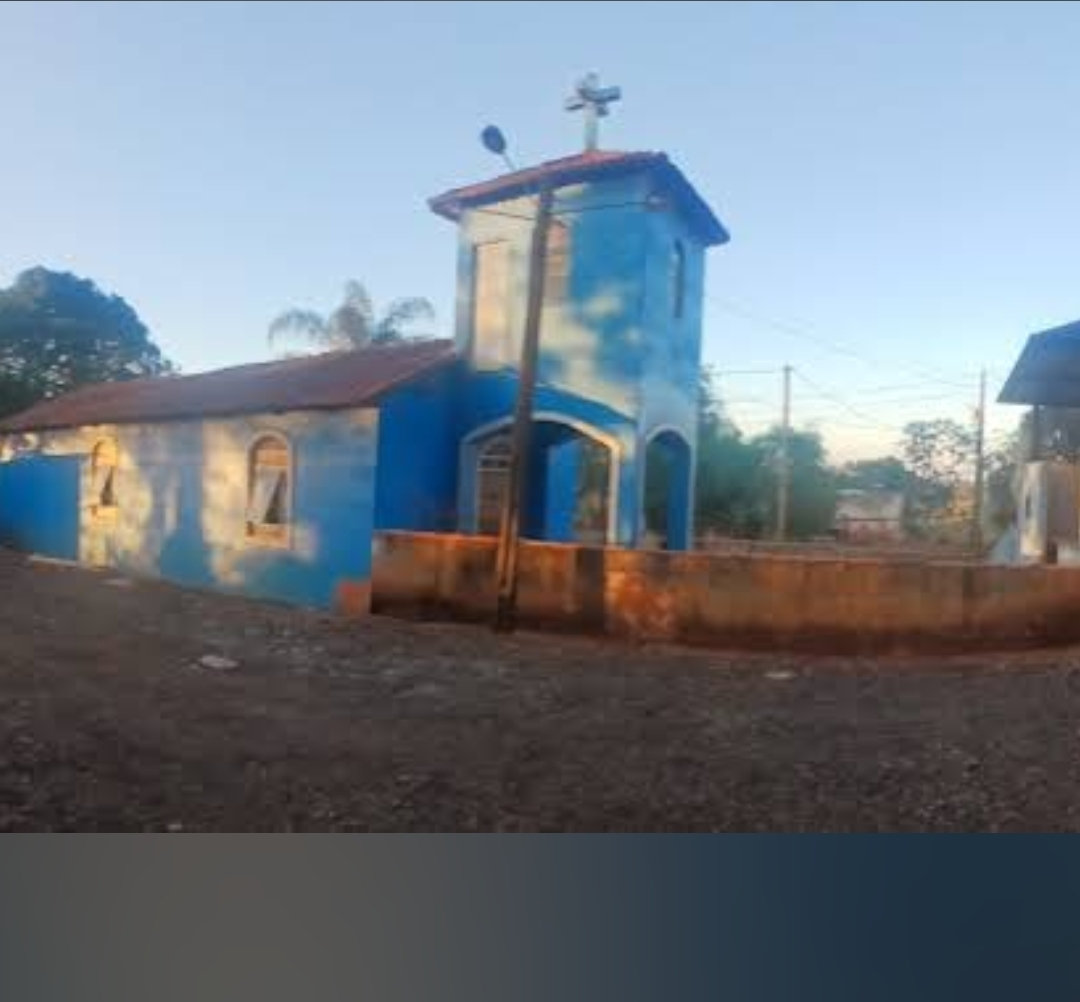
Igreja do Bom jardim

Bom Jardim é um povoado rural localizada no município de Luz, no estado de Minas Gerais, Brasil. Faz parte da zona rural do município, destacando-se por sua tradição agrícola e por ser sede da Capela Nossa Senhora Aparecida, registrada no Inventário de Proteção do Patrimônio Cultural do Município de Luz.

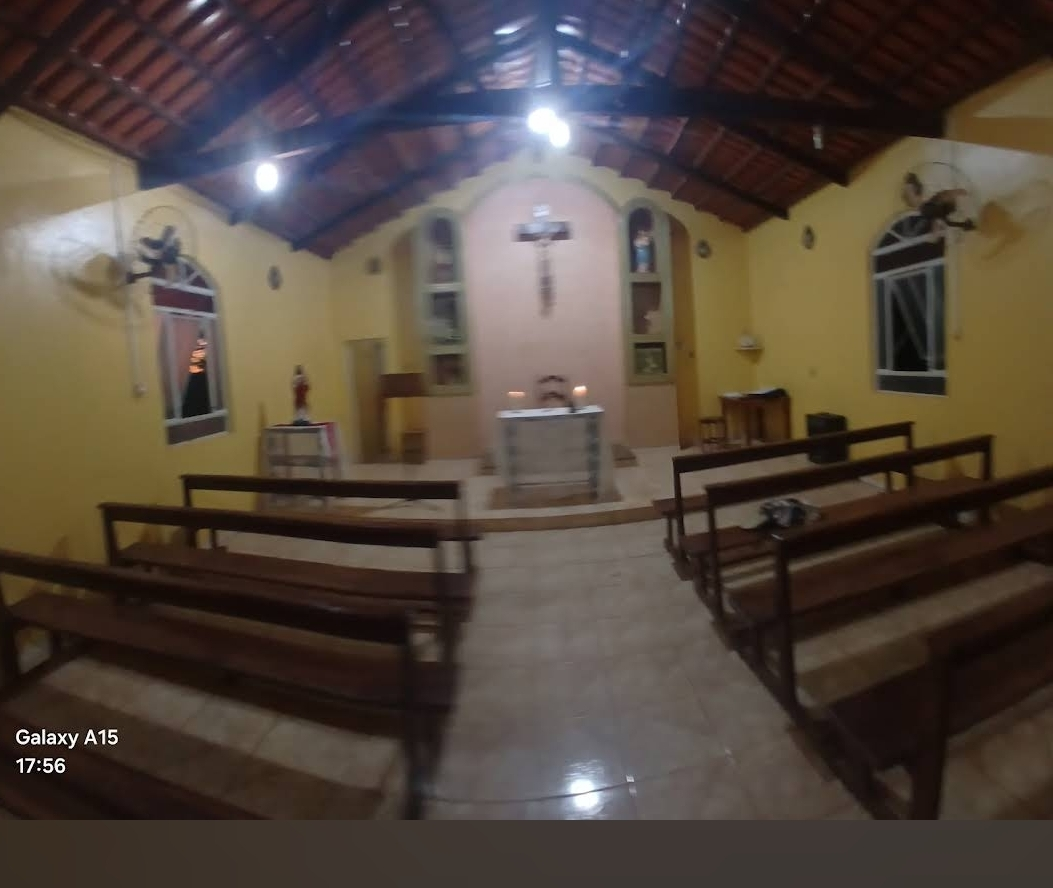
Igreja do Bom jardim em luz mg

A comunidade é mencionada em documentos oficiais da Prefeitura de Luz, além de aparecer em propostas de candidatos em pleitos eleitorais recentes.
Além disso, existem registros de leilões de lotes localizados em Bom Jardim, comprovando a existência de propriedades formalmente descritas na localidade.

## Povoado de Bom Jardim
O povoado de Bom Jardim, localizada no município de Luz, Minas Gerais, possui aproximadamente entre 300 e 500 habitantes, conforme estimativas da própria comunidade e dados locais informais, já que não há dados oficiais detalhados do IBGE para essa localidade.
Bom Jardim é um povoado rural, sem status administrativo próprio, que depende do município de Luz para serviços públicos e administrativos. A urbanização no povoado vem crescendo e possivelmente poderá virar uma grande referência ao Município de Luz. A Economia e baseada em Agricultura, Agropecuária e Pecuária. Para a chegada ao Bom Jardim precisa passar por o  "alto da baliza" entrada do local e após seguir estradas de terras e virar a esquerda onde na placa esta " Capela bom jardim" Após isso chegara oficialmente no povoado.